# Isla Popa
Isla Popa es el nombre que recibe la isla panameña en el mar Caribe, que constituye la segunda isla más grande del archipiélago de Bocas del Toro, con 53 km². Se encuentra a 200 metros de tierra firme al sur de la isla Bastimentos, al suroeste de los cayos Zapatilla y al oeste de la isla Cayo Agua, en las coordenadas geográficas 09°11′N 82°07′O / 9.183, -82.117.